# ريتشارد غرين (ملاكم)
ريتشارد غرين (بالإنجليزية: Richard Green)‏ (1937 بلويزيانا في الولايات المتحدة - 1 يوليو 1983 بنورث لاس فيغاس في الولايات المتحدة) هو ملاكم أمريكي.